# Kingorō Hashimoto
Kingorō Hashimoto (jap. 橋本 欣五郎 Hashimoto Kingorō; ur. 19 lutego 1890, zm. 29 czerwca 1957) – japoński wojskowy i polityk, oskarżony o zbrodnie wojenne.
Pełnił szereg funkcji wojskowych, dosłużył się stopnia pułkownika. W latach 20. i 30. pracował w wydziale rosyjskim sztabu generalnego, był również członkiem personelu dyplomatycznego w krajach europejskich, gdzie zapoznał się z ideologią faszyzmu. Odegrał znaczącą rolę w tzw. incydencie mukdeńskim (marzec 1931), który był pretekstem wybuchu wojny japońsko-chińskiej. Dowodził pułkiem artylerii w czasie rzezi w Nankinie (1937).
Opublikował kilka książek propagandowych, przyczynił się do zmobilizowania japońskiej opinii publicznej do poparcia wojny na Pacyfiku.
W 1946 został oskarżony o zbrodnie wojenne przez Międzynarodowy Trybunał Wojskowy dla Dalekiego Wschodu w Tokio. Po dwuletnim procesie został uznany za winnego i skazany na dożywotnie więzienie. Zwolniono go w 1954, zm. w 1957.